# Múscul recte lateral del cap
El múscul recte lateral del cap (musculus rectus capitis lateralis) és un múscul curt i pla que s'origina en la superfície superior de l'apòfisi transversa de l'atles. El seu punt d'inserció és en la superfície, sota de l'apòfisi jugular de l'os occipital. La seva funció és la flexionar el coll.
És innervat per una branca dels nervis de la primera i segona cervicals, nervi que porta el seu mateix nom.

## Imatges

Posició del recte lateral del cap (en vermell). Animació.
Ampliació.
Igual que a l'anterior imatge, però s'ha eliminat el crani (excepte l'os occipital).

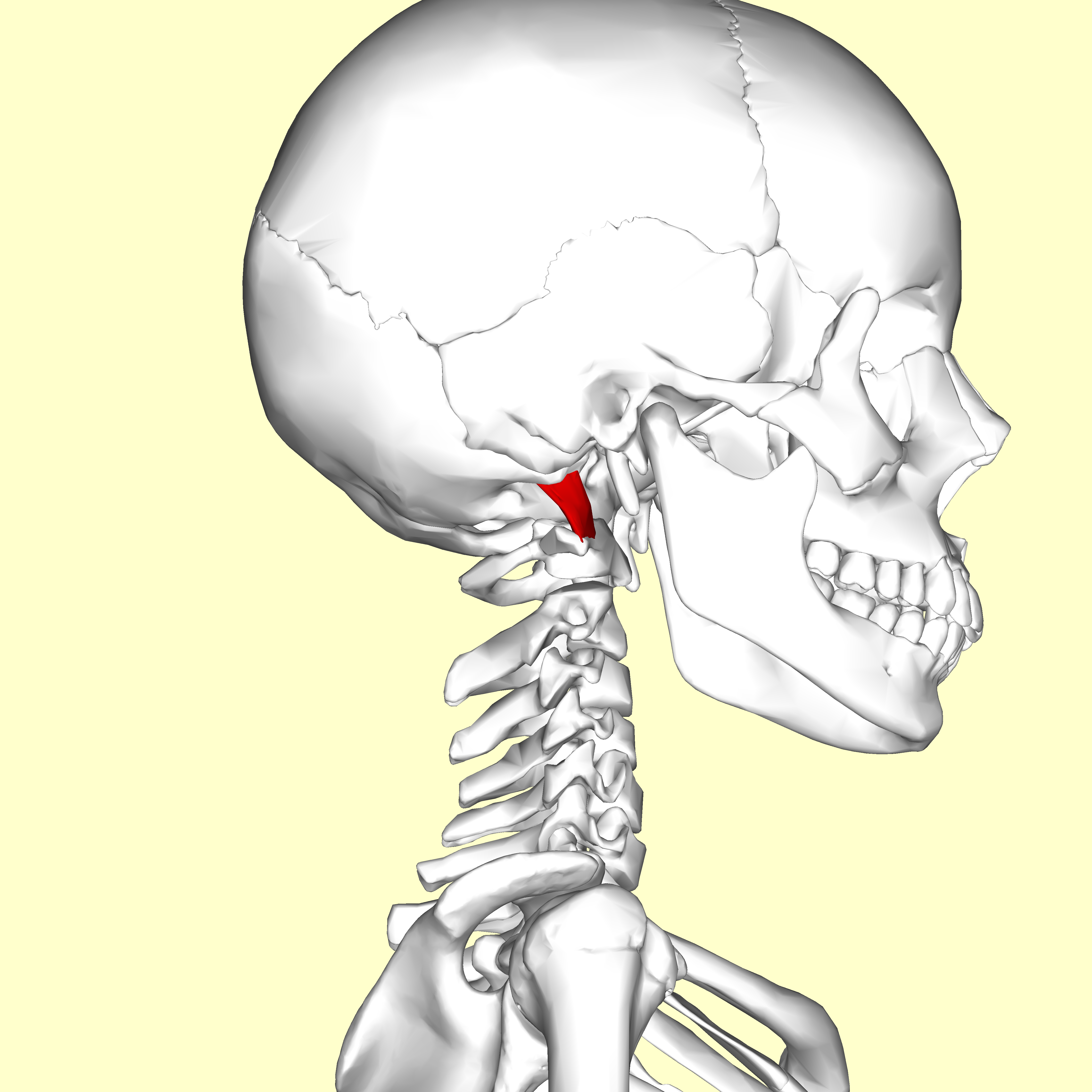
Vista lateral. Imatge fixa.
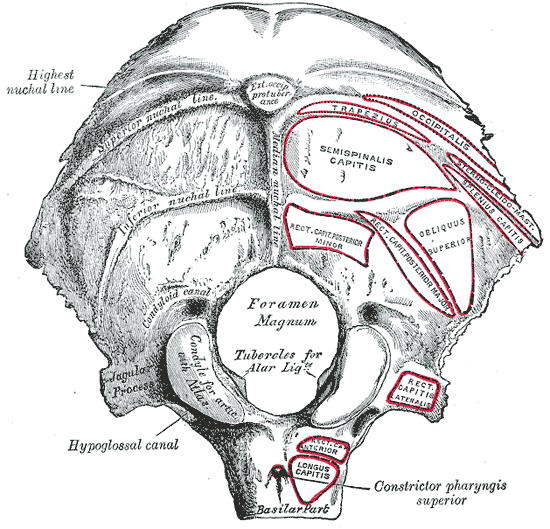
L'os occipital. Superfície exterior.
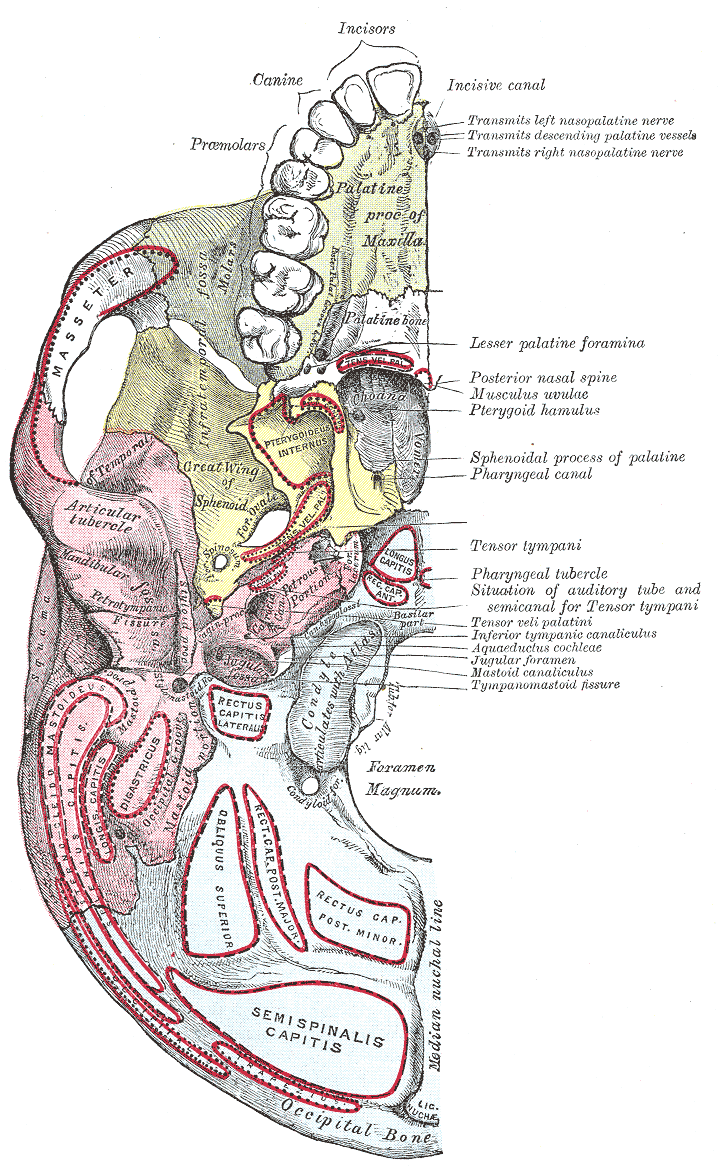
Base del crani. Superfície inferior.